# Bouxières-aux-Chênes
Bouxières-aux-Chênes és un municipi francès situat al departament de Meurthe i Mosel·la i a la regió del Gran Est. L'any 2007 tenia 1.382 habitants.

## Demografia

### Població
El 2007 la població de fet de Bouxières-aux-Chênes era de 1.382 persones. Hi havia 508 famílies, de les quals 100 eren unipersonals (52 homes vivint sols i 48 dones vivint soles), 160 parelles sense fills, 232 parelles amb fills i 16 famílies monoparentals amb fills.
La població ha evolucionat segons el següent gràfic:
Habitants censats

### Habitatges
El 2007 hi havia 559 habitatges, 517 eren l'habitatge principal de la família, 10 eren segones residències i 32 estaven desocupats. 516 eren cases i 43 eren apartaments. Dels 517 habitatges principals, 470 estaven ocupats pels seus propietaris, 42 estaven llogats i ocupats pels llogaters i 5 estaven cedits a títol gratuït; 1 tenia una cambra, 7 en tenien dues, 38 en tenien tres, 126 en tenien quatre i 345 en tenien cinc o més. 420 habitatges disposaven pel capbaix d'una plaça de pàrquing. A 194 habitatges hi havia un automòbil i a 288 n'hi havia dos o més.

### Piràmide de població
La piràmide de població per edats i sexe el 2009 era:
| Homes | Edats   | Dones |
| ----- | ------- | ----- |
| 0     | 95 o +  | 0     |
| 0     | 90 a 94 | 0     |
| 4     | 85 a 89 | 4     |
| 4     | 80 a 84 | 0     |
| 32    | 75 a 79 | 8     |
| 20    | 70 a 74 | 20    |
| 28    | 65 a 69 | 44    |
| 24    | 60 a 64 | 40    |
| 52    | 55 a 59 | 24    |
| 52    | 50 a 54 | 48    |
| 72    | 45 a 49 | 64    |
| 32    | 40 a 44 | 28    |
| 44    | 35 a 39 | 92    |
| 32    | 30 a 34 | 32    |
| 48    | 25 a 29 | 28    |
| 12    | 20 a 24 | 32    |
| 32    | 15 a 19 | 24    |
| 40    | 10 a 14 | 24    |
| 52    | 5 a 9   | 72    |
| 72    | 0 a 4   | 24    |

## Economia
El 2007 la població en edat de treballar era de 918 persones, 666 eren actives i 252 eren inactives. De les 666 persones actives 625 estaven ocupades (332 homes i 293 dones) i 41 estaven aturades (14 homes i 27 dones). De les 252 persones inactives 99 estaven jubilades, 102 estaven estudiant i 51 estaven classificades com a «altres inactius».

### Ingressos
El 2009 a Bouxières-aux-Chênes hi havia 531 unitats fiscals que integraven 1.439,5 persones, la mediana anual d'ingressos fiscals per persona era de 22.993 €.

### Activitats econòmiques
Dels 43 establiments que hi havia el 2007, 1 era d'una empresa alimentària, 2 d'empreses de fabricació d'altres productes industrials, 12 d'empreses de construcció, 3 d'empreses de comerç i reparació d'automòbils, 3 d'empreses de transport, 1 d'una empresa d'hostatgeria i restauració, 1 d'una empresa d'informació i comunicació, 1 d'una empresa financera, 1 d'una empresa immobiliària, 9 d'empreses de serveis, 6 d'entitats de l'administració pública i 3 d'empreses classificades com a «altres activitats de serveis».
Dels 13 establiments de servei als particulars que hi havia el 2009, 1 era una oficina de correu, 1 guixaire pintor, 3 fusteries, 4 lampisteries, 1 electricista, 2 empreses de construcció i 1 perruqueria.
L'únic establiment comercial que hi havia el 2009 era una fleca.
L'any 2000 a Bouxières-aux-Chênes hi havia 16 explotacions agrícoles que ocupaven un total de 1.134 hectàrees.

## Equipaments sanitaris i escolars
El 2009 hi havia una escola elemental.

## Poblacions més properes
El següent diagrama mostra les poblacions més properes.